# Голобородько, Василий Иванович
Васи́лий Ива́нович Голоборо́дько (род. 1945) — украинский поэт. Член Национального союза писателей Украины.

## Биография
Родился 7 апреля 1945 года в селе Андрианополь (ныне Луганская область, Украина). Среднюю школу-интернат окончил в 1963 году. В 1964 году поступил на украинское отделение филологического факультета КГУ имени Т. Г. Шевченко, откуда ушёл после первого курса по собственному желанию; короткое время учился в театральном институте у режиссёра В. Т. Денисенко.
В 1966 году восстановился на второй курс в Донецкий государственный университет.
В начале 1967 года был отчислен по приказу ректора с формулировкой: «за действия, несовместимые со званием советского студента». Эти действия заключались в том, что он распространял в Донецком университете среди студентов работу И. М. Дзюбы «Интернационализм или русификация», которая в то время считалась националистической и антисоветской.
Летом 1967 года пытался поступить в Литературный институт имени А. М. Горького в Москве, но, несмотря на то, что успешно прошёл творческий конкурс, не был допущен к вступительным экзаменам.
В 1968—1970 годах находился на военной службе в строительных отрядах на Дальнем Востоке. После этого работал на шахте и в сельском хозяйстве в родном селе. Затем жил в Луганске.
В 2014 году как вынужденный переселенец покинул Луганск, жил у коллег в Киеве.
В 2014 выступал в ансамбле «Лан».

## Творческая биография
Стихи начал печатать в 1963 году. Первая поэтическая книжка «Летюче віконце», которая готовилась к печати в одном из киевских издательств, была уничтожена из-за несогласия автора сотрудничать с органами государственной безопасности КГБ СССР.
Уже первые журнальные публикации (1963—1965) молодого поэта из Луганской области притянули к себе внимание необычным видением будничных вещей, которые стали как удивительный, волшебный мир. Похвально откликнулись о нём В. Пьянов, Д. В. Павлычко.
В 1965 году подал в издательство «Молодь» сборник стихов «Летюче віконце», которая оказалась не принятой для советской цензуры.
Выход этой книги в 1970 году в издательстве «Смолоскип» (Балтимор, США) дал повод для дальнейшей политической дискриминации поэта, и ему почти на 20 лет было запрещено издавать свои произведения. Всё это время он жил в родном селе, не прекращая писать.
В 1969 — 1986 годах произведения Голобородько не печатали на Украине, но печатались в странах соцлагеря.
В 1970 году в США (Балтимор) в издательстве «Смолоскип» был напечатан сборник стихов «Летюче віконце».
На Украине первый сборник стихов «Зелен день» напечатан в киевском издательстве в 1988 году. За него автор был отмечен литературной премией имени Василия Симоненко, присуждаемой за дебютную книгу.
В этом же году В. Голобородько был принят в СПУ.
Только в 1988 году вышел сборник «Зелен день». В 1990 году — сборник «Ікар на метеликових крилах». В 1992 году — сборник «Калина об Різдві».
В 1999 году вышла следующая поэтическая книжка под названием «Слова у вишиваних сорочках».
Голобородько — участник международного фестиваля авторов, который прошёл в октябре 1991 года в Торонто (Канада).
Переведён на иностранные языки: на польский, французский, немецкий, английский, румынский, хорватский, сербский, португальский, испанский, эстонский, латвийский, литовский, шведский, русский.
В 2001 году получил высшее образование в Луганском государственном педагогическом университете.
В последние годы он опубликовал также несколько произведений на тему украинского фольклора, а именно «Міфопоетична трансформація українського обряду сватання в українських народних казках» (2002) и другие. Отдельные произведения поэта переведены на английский, польский, португальский, русский, эстонский, французский, немецкий и другие.
Автор поэтических сборников «Зелен день», «Ікар на метеликових крилах», «Соловейків теремок», «Калина об Різдві», «Летюче віконце», «Слова у вишневих сорочках». «Українські птахи в українському краєвиді», «Дохла кішка».

## Награды и премии
- Государственная премия имени Тараса Шевченко (1994) — за сборники стихов «Икар на мотыльковых крыльях», «Калина в Рождество»
- премия имени В. А. Симоненко
- премия Н. П. Трублаини.